# Yoshūkai
Yoshūkai (養秀会, lloc d'entrenament de la millora contínua) és un estil de karate. Va ser creat per Mamoru Yamamoto. Aquests estil va ser mencionat a la revista d'arts marcials Black Belt.